# Ponto Isbul

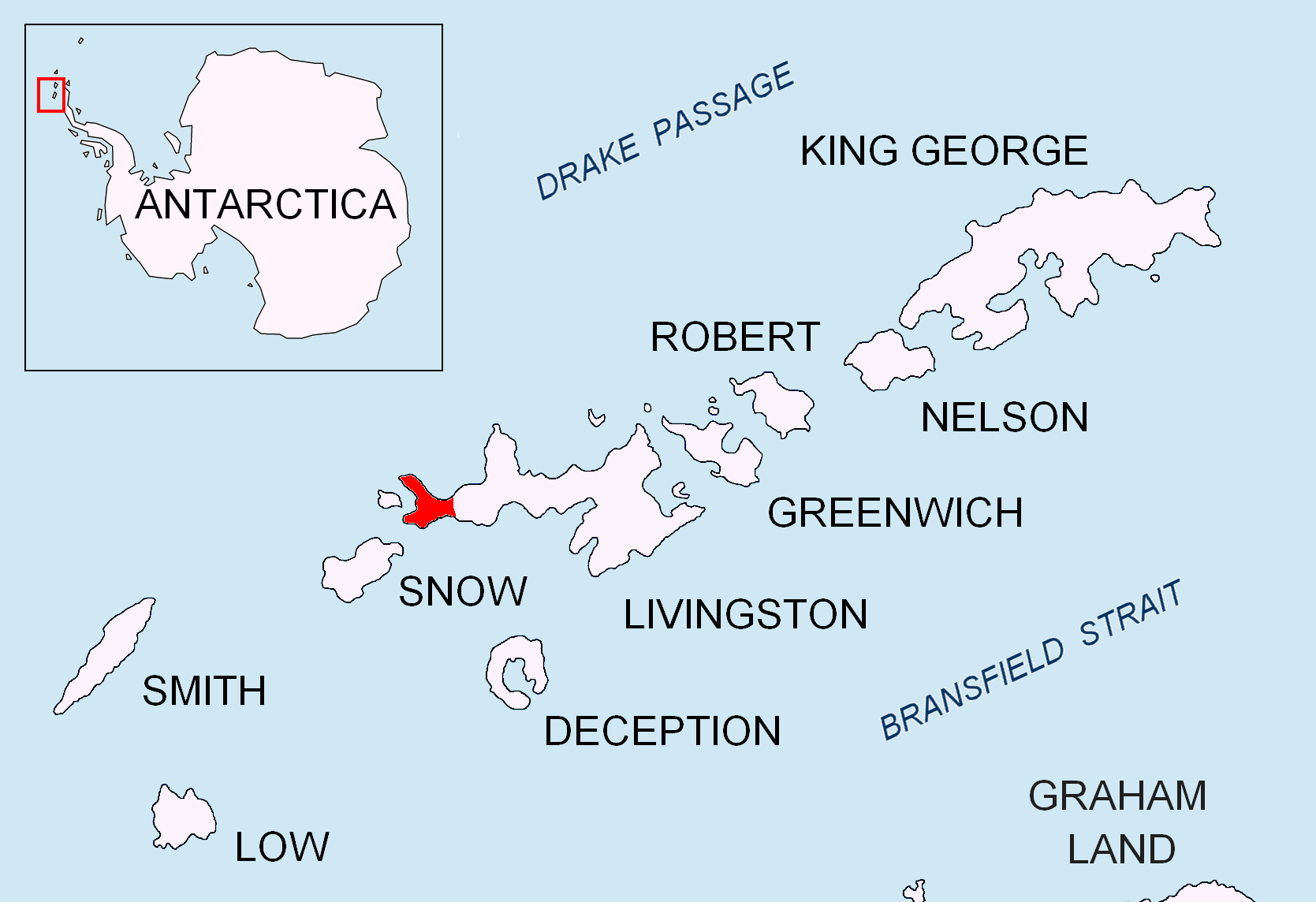
Localização da Península de Byers, na ilha de Livinston, nas ilhas Chetland do Sul.

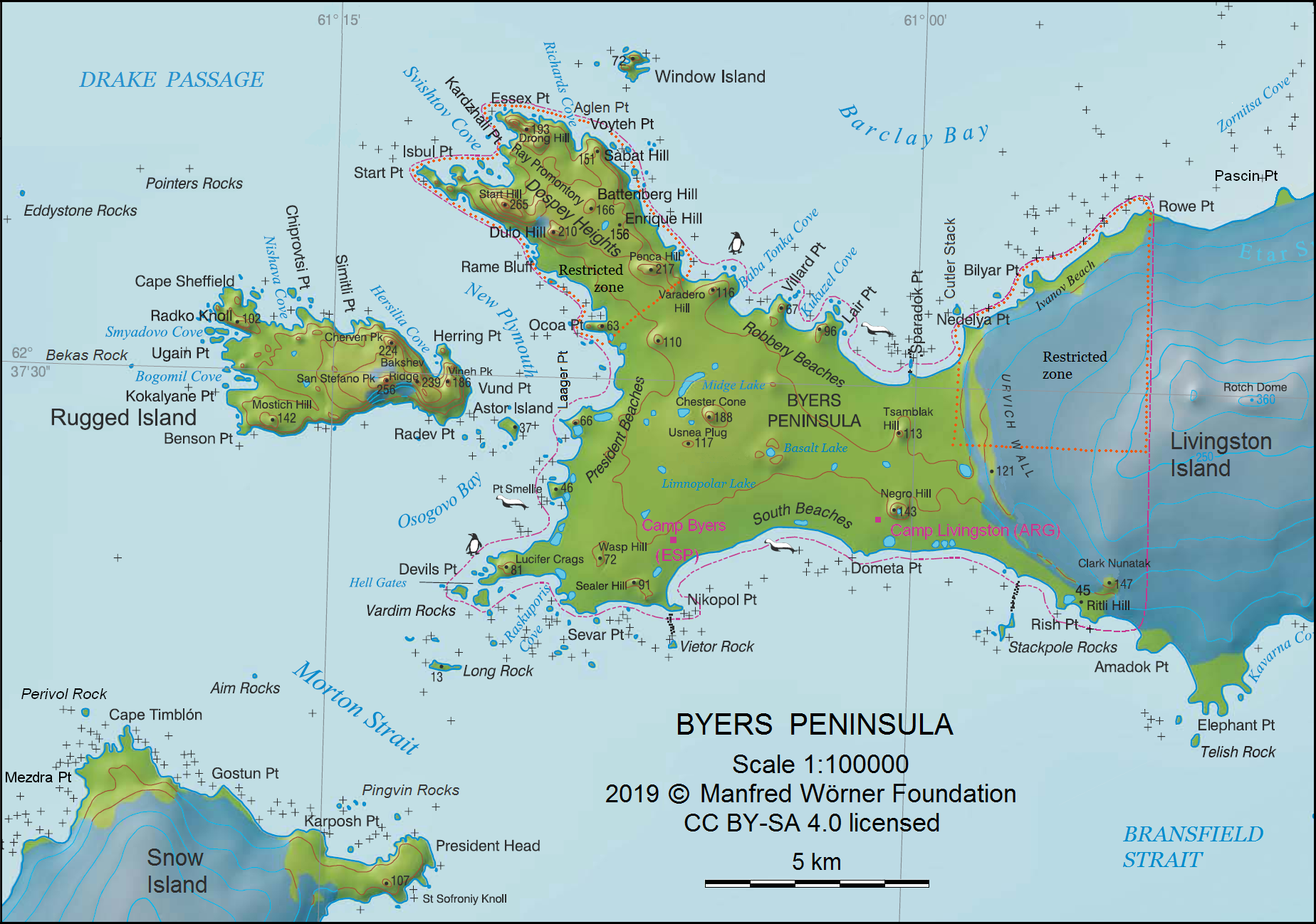
Mapa topográfico da Península de Byers, com a Área Antártica Especialmente Protegida da ASPA 126 e suas duas zonas restritas

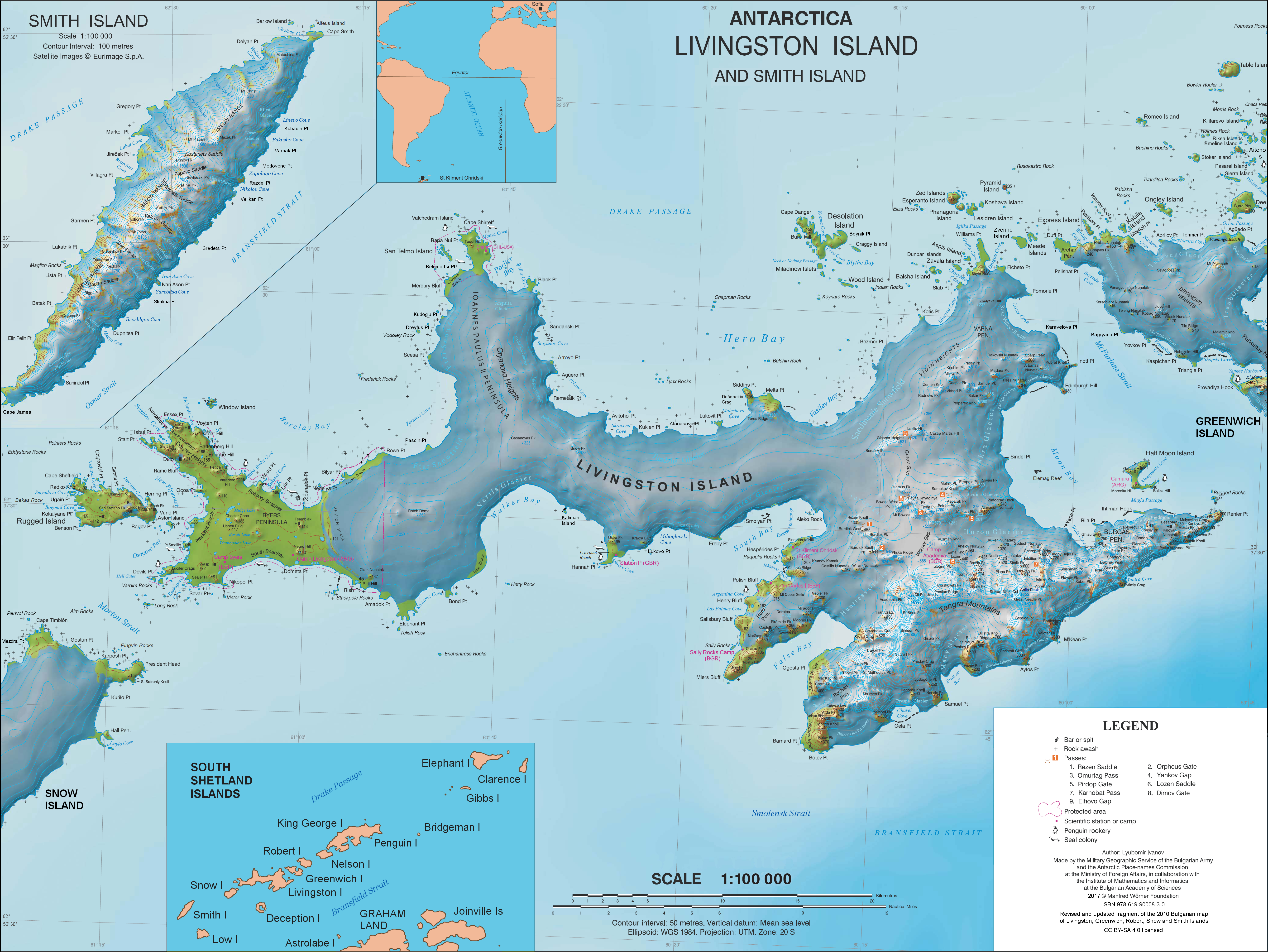
Mapa topográfico da ilha de Livinston.

Ponto Isbul ( em búlgaro:  нос Исбул,'Nos Isbul' é um ponto rochoso estreito que se projeta a 600 m da costa do Promontório na Cova Svishtov , na extremidade noroeste da Península de Byers, na ilha Livingston nas Ilhas Shetland do Sul, na Antártica . Está situado a 750 m leste-nordeste de Estarte, 1,46   km a sudoeste de Essex e 1,23   km a oeste-sudoeste de Kardzhali . Formando o lado leste da entrada para Cova Belene .
O Lugar faz parte da Área Antártica Especialmente Protegida ASPA 126 Peninsula de Byers, situada em uma de suas zonas restritas.
O ponto recebeu o nome de Kavhan Isbul, um importante comandante militar, diplomata e regente da Bulgária durante as minorias de Khan Malamir e Khan Presian (século IX dC).

## Localização
Isbul Point está localizado no 62° 35′ 10,8″ S, 61° 12′ 19,4″ O. Mapeamento britânico em 1968, espanhol em 1993 e búlgaro em 2005 e 2009.

## Mapas
- LL Ivanov. Antártica: Ilhas Livinston e Greenwich, Robert, Snow e Smith. Escala 1: 120000 mapa topográfico. Troyan: Fundação Manfred Wörner, 2009. ISBN 978-954-92032-6-4
- Banco de dados digital antártico (ADD). Escala 1: 250000 mapa topográfico da Antártica. Comitê Científico de Pesquisa Antártica (SCAR). Desde 1993, regularmente atualizado e atualizado.
- LL Ivanov. Antártica: Livingston Island e Smith Island . Escala 1: 100000 mapa topográfico. Fundação Manfred Wörner, 2017. ISBN 978-619-90008-3-0 ISBN   978-619-90008-3-0